# Katarina Frostenson
Katarina Frostenson, née le 5 mars 1953 à Stockholm, Suède, est une poétesse, dramaturge et essayiste suédoise. 
Elle est lauréate du prix de littérature 2016 du Conseil nordique pour Sånger och formler (Chants et formules). Elle est membre de l'Académie suédoise depuis 1992, élue au fauteuil d'Artur Lundkvist et démissionne le 12 avril 2018. 

## Biographie
Dès ses premiers recueils Katarina Frostenson marque la poésie de sa génération, qu'elle participe à renouveler. Cherchant au plus profond du langage les racines et les ressorts du sens, elle accorde à l'articulation des sons et la voix une place fondamentale dans la production du texte. L'auteur s'éloigne des systèmes métaphoriques traditionnels pour appeler le lecteur à une confrontation avec le mot en lui-même : son origine, sa naissance et parfois sa décomposition. Syntaxe et disposition spatiale du texte libèrent le mot des contraintes qui pèsent sur la soudaineté de l'expression et compromettent l'immédiateté de sa perception.
Également traductrice, on doit à Katarina Frostenson les versions suédoises d'œuvres de Marguerite Duras, Emmanuel Bove, Georges Bataille, Henri Michaux, Bernard-Marie Koltès.
Elle est mariée à un soi-disant photographe français, Jean-Claude Arnault, qui n'a jamais exposé mais seulement illustré de photos quelques œuvres de sa femme. Elle l'a rencontré en 1978 et le couple a ouvert en 1989 le Forum-Nutidsplats för kultur, un espace d'expositions d'art contemporain devenu avec les années un lieu culturel des plus courus à Stockholm.

## Crise de 2017-2018 de l'Académie suédoise
En 2017-2018, son nom est associé à la crise sans précédent qui touche l'Académie suédoise. Son mari Jean-Claude Arnault est soupçonné d'être au cœur d'un scandale d'agressions sexuelles et de favoritisme en lien avec l'Académie suédoise pour des faits allant de 1996 à 2017,. Dans ce contexte, Katarina Frostenson se trouve elle aussi sur la sellette pour n'avoir pas précisé à l'Académie, qui subventionnait le centre culturel dirigé par son époux, qu'elle en possédait la moitié des parts. Le conflit d'intérêts n'est révélé qu'en avril 2018 à la suite d'un audit. Le 6 avril 2018, sa possible éviction de l'Académie est mise au vote mais rejetée par la majorité des académiciens ce qui entraîne la démission de trois d'entre eux. Elle démissionne le 12 avril 2018.

## Prix et récompenses
- Gerard Bonniers lyrikpris, 1988
- De Nios Stora Pris, 1989
- Prix Bellman, 1994
- Sveriges Radios lyrikpris, 1996
- Erik Lindegren-priset, 2004
- Ferlinpriset, 2004
- Ekelöfpriset, 2007
- Litteris et Artibus, 2007
- Nordiska rådets litteraturpris, 2016
- Karlfeldt-priset, 2016